# Механизм реакции

Механизм бензоиновой конденсации

Механизм реакции — это детальное описание процесса превращения реагентов в продукты, включающее в себя как можно более полное описание состава, строения, геометрии, энергии и других свойств интермедиатов, переходных состояний и продуктов. Часто в описание механизма включают обозначения, касающиеся движения электронов в частицах, которыми сопровождается переход от продуктов к реагентам. Приемлемый механизм реакции должен согласоваться с экспериментальными данными, например, стереохимией реакции, её стехиометрией, кинетическим уравнением и т. п. Речь идёт о приемлемом механизме, поскольку нередки случаи, когда полученным данным удовлетворяет несколько возможных механизмов. Для большинства реакций неизвестен весь набор данных, необходимых для точного установления механизма, и предлагаемые механизмы основываются на неполных данных. По этой причине можно либо предложить, либо опровергнуть ранее предложенный механизм реакции. Утверждение о доказанности механизма реакции представляется некорректным.

## Классификация механизмов
В соответствии с правилами отбора по спину выделяют спин-запрещенный и спин-разрешенный механизмы реакции. Механизм реакции является спин-запрещенным, если какая-либо из элементарных стадий реакции протекает с изменением спинового состояния реагирующих частиц относительно продуктов или интермедиатов. В случае сохранения спинового состояния вовлеченных частиц на протяжении всей реакции, механизм относят к спин-разрешенному. Стоит отметить, что термин "спин-запрещенный" не является абсолютным и учёт спин-орбитального, спин-спинового и др. взаимодействий  при описании механизма реакции снимает запрет на консервацию спина. Указанные механизмы могут конкурировать между собой, приводя к различным продуктам реакции. Вероятность спин-запрещенного шага всегда меньше единицы и в этом смысле он проигрывает спин-разрешенному. Однако, конечная кинетика и термодинамика реакции зависят не только от вероятности перехода в критической точке, но и от величины барьера, который необходимо преодолеть. Спин-запрещенный механизм был предложен для описания различных реакций, в том числе в области неорганической, бионеорганической и металлоорганической химии. Ярким примером спин-запрещенного процесса выступает интеркомбинационная конверсия, в то время как примером спин-разрешенного процесса служит внутренняя конверсия.

## Обозначения механизмов
В настоящее время для обозначения механизмов реакции наиболее часто используются обозначения, предложенные Кристофером Ингольдом в книге «Structure and Mechanism in Organic Chemistry». Ингольд разделил механизмы на несколько основных типов и некоторые из них обозначил определённым сокращением: присоединение (A/Ad), отщепление (E), замещение (S), перегруппировки и т. д. Согласно этой системе, реакции также относились к разным группам по природе стадии образования или разрушения связи. Так, выделяли нуклеофильные, электрофильные и радикальные реакции. Они обозначались символами N, E и R соответственно, которые помещались в виде подстрочного индекса после обозначения типа реакции. Например, реакции электрофильного присоединения обозначали сокращением AE или AdE.
В 1988 ИЮПАК предложил новую систему обозначений для механизмов. Она основана на описании базовых актов создания и разрыва связей. Эти акты обозначаются соответственно как A и D и записываются слитно, если процесс представляет собой согласованное присоединение — отщепление либо разделяются знаком «+», если эти два акта происходят как отдельные стадии реакции. Для промежуточных ситуаций, когда интермедиат живёт очень короткое время (меньше времени диффузии), но дольше, чем происходит колебательное движение в молекуле, вместо знака «+» используется знак «*».
Вместе с символами A и D используются нижние индексы N и E, если в реакции участвуют нуклеофильные/нуклеофугные или электрофильные/электрофугные группы. Индекс R применяется для гомолитических (радикальных) простейших изменений в молекуле. Аналогичные индексы, записываемые строчными буквами, употребляются в тех случаях, когда элементарный акт происходит у так называемых периферических атомов, то есть атомов, не составляющих непосредственно образуемую или разрываемую связь А–В. Подобным образом правила применяются и для циклических систем и других более сложных случаев. Поскольку данный подход подразумевает запись каждого разрыва и каждого образования связи, то традиционные обозначения механизмов (по Ингольду) здесь приобрели достаточно громоздкий вид.
| Ингольд | ИЮПАК                      |
| ------- | -------------------------- |
| SN2     | ANDN                       |
| SN1     | DN + AN                    |
| SE1     | DE + AE                    |
| E1      | DN + DH (или DN + DE)      |
| E2      | AxhDHDN                    |
| E1cB    | AnDE + DN (или AxhDH + DN) |

ИЮПАК пояснил необходимость в новой системе обозначений тем, что номенклатура Ингольда предназначена не для описания механизмов, а для обозначения типа превращения, вследствие чего могут возникать двусмысленные ситуации, когда, например, ингольдовское обозначение SE2 применяется как для одностадийного ароматического замещения, так и для двустадийной реакции у алифатического атома углерода.